# Denis Shapovalov
Denis Shapovalov (in ebraico דניס שפובלוב‎?; in russo Денис Викторович Шаповàлов?, Denis Viktórovič Šapovàlov; Tel Aviv, 15 aprile 1999) è un tennista canadese.
In carriera ha vinto quattro titoli ATP su nove finali disputate, tra cui l'ATP 500 di Dallas 2025, oltre all'ATP Cup 2022 e alla Coppa Davis dello stesso anno con la compagine canadese. Nei tornei del Grande Slam vanta come miglior risultato la semifinale a Wimbledon 2021. Il suo miglior ranking ATP è il 10º posto raggiunto per la prima volta il 21 settembre 2020.

## Biografia
Nato il 15 aprile 1999 a Tel Aviv da madre ebrea ucraina, Tessa, ex tennista rappresentante l'Unione Sovietica, e da Viktor Šapovalov, uomo d'affari russo cristiano ortodosso, ha un fratello anch'egli tennista, Evgenij.
Tra il 1990 e il 1999 la famiglia Šapovalov visse in Israele per poi trasferirsi in Canada.
La madre gli insegna a giocare quando ha 5 anni e nel 2012 apre un'accademia di tennis nei pressi di Toronto, anche per garantire al figlio un posto vicino a casa in cui allenarsi. Diventa la sua prima allenatrice e lo addestra al suo potente rovescio a una mano. Tessa Šapovalova lo segue anche da professionista, ma quando le esigenze lo impongono le viene affiancato inizialmente Adriano Fuorivia, che lo guida al successo nel torneo juniores di Wimbledon.
Continua ad allenarlo anche in seguito quando subentrano nell'ordine Martin Laurendeau, Rob Steckley, di nuovo Fuorivia e dall'agosto del 2019 Michail Južnyj. Il rapporto con Južnyj si interrompe a fine 2021, nel periodo che segue Shapovalov si affida senza successo prima a Jamie Delgado, ex coach di Andy Murray, e in seguito a Peter Polansky; nell'agosto 2022 torna nel suo team Južnyj 
Soprannominato "Shapo", parla inglese e russo, risiede a Nassau e il suo idolo è Roger Federer.

## Carriera

### Juniores
Inizia a giocare a tennis all'età di cinque anni sotto la guida della madre. Quando ha 13 anni, gli viene affiancato come tecnico Adriano Fuorivia, che lo accompagna anche durante i tornei lontano da casa in quanto i genitori sono troppo occupati con l'accademia. Nei 4 anni trascorsi con Fuorivia vince diversi tornei juniores e del circuito Futures, di rilievo i titoli in doppio allo US Open juniores del 2015, in coppia con Félix Auger-Aliassime, e il titolo in singolare a Wimbledon juniores nel 2016 battendo in finale in tre set Alex de Minaur. Nel 2016 arriva inoltre in semifinale in singolare al Roland Garros e in finale in doppio a Wimbledon. Nell'ottobre 2015 aveva vinto assieme ad Auger-Aliassime e Benjamin Sigouin la prima Coppa Davis Junior nella storia del tennis canadese. Da juniores ha un record di 86 vittorie e 32 sconfitte.

### 2014-2015: inizi da professionista e primo titolo ITF in doppio
Debutta tra i professionisti nel settembre 2014 perdendo al primo turno del torneo Futures Canada F9. Nel luglio 2015 disputa il suo primo torneo ATP Challenger Tour a Granby, in Canada, con un'altra sconfitta al primo turno. Qualche giorno dopo vince il suo primo incontro nel Futures Canada F6 di Saskatoon. In novembre vince il primo titolo nel torneo di doppio del Futures USA F33 di Pensacola negli Stati Uniti.

### 2016: primi titoli ITF in singolare
Il 31 gennaio 2016 conquista il primo trofeo Futures in singolare nel torneo U.S.A. F5 di Weston. In marzo perde contro Daniel Evans la semifinale del Challenger di Drummondville, dopo aver battuto negli ottavi il nº 101 ATP Austin Krajicek. Quella primavera vince altri due Futures e in luglio, grazie a una wild-card, debutta nel circuito ATP perdendo in tre set al primo turno del Washington Open contro Lukáš Lacko. La settimana dopo riceve un'altra wild-card e disputa il primo Masters 1000 in carriera alla Rogers Cup nella sua Toronto; a sorpresa batte al primo turno il nº 19 del mondo Nick Kyrgios con il punteggio di 7-6, 3-6, 6-3 e viene poi eliminato al secondo turno dal nº 40 Grigor Dimitrov. In settembre debutta in Coppa Davis nella sfida vinta 5-0 dal Canada contro il Cile valida per gli spareggi del Gruppo Mondiale, scende in campo a risultato acquisito e supera in due set Cristian Garín.

### 2017: semifinale a Montréal e top 50

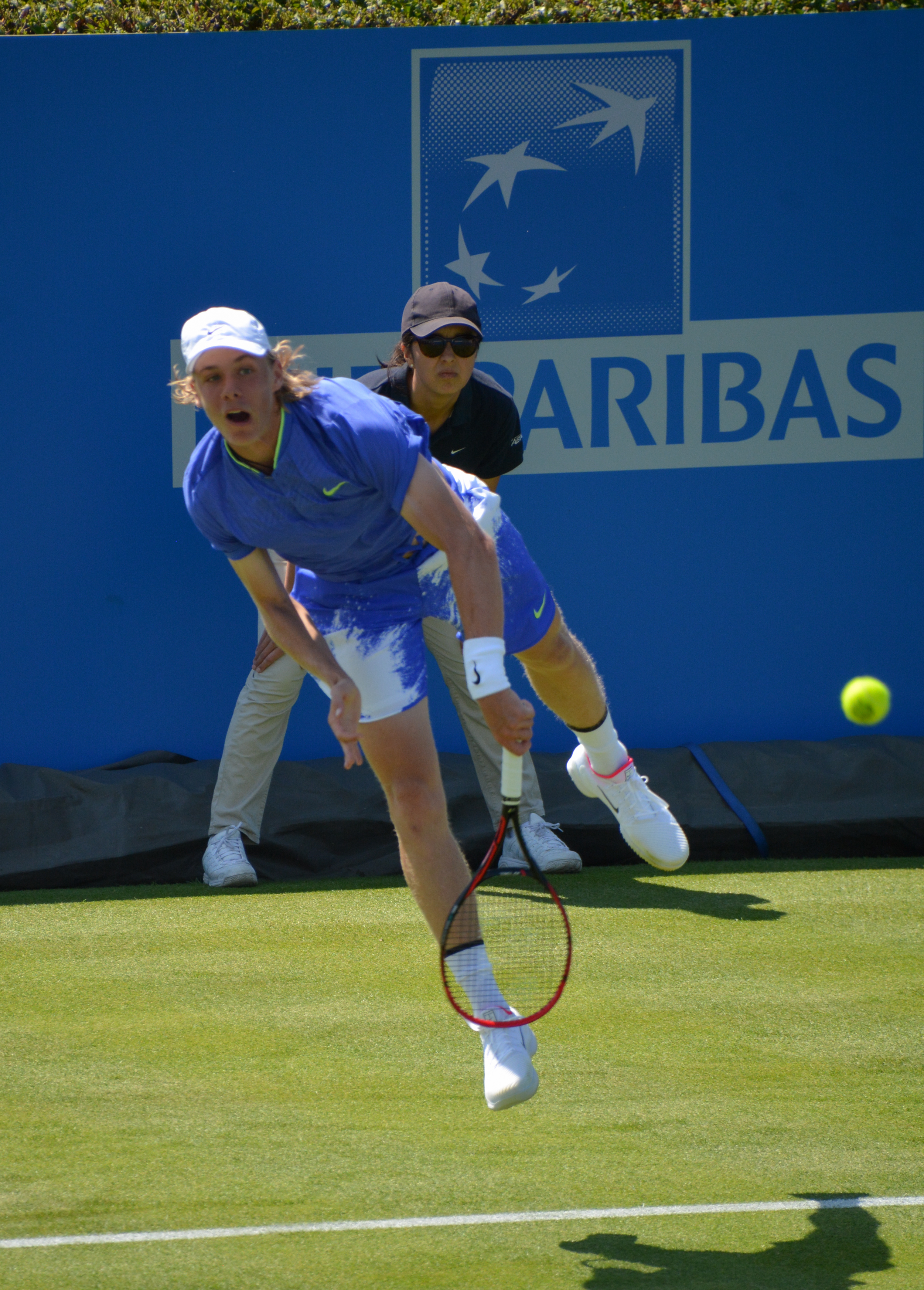
Shapovalov al servizio al Queen's nel 2017

Inizia la stagione uscendo al primo turno nel Challenger di Happy Valley e nei quarti nel Challenger di Canberra. A fine gennaio viene schierato titolare nella sfida di Coppa Davis contro la Gran Bretagna, perde il primo singolare contro Daniel Evans e durante il secondo e decisivo singolare contro Kyle Edmund si infuria e scaglia una palla verso le tribune che colpisce in volto il direttore di sedia. L'ufficiale di gara non è in grado di riprendersi, Shapovalov viene squalificato e ai britannici va il punto decisivo per la qualificazione. Il 19 marzo vince il suo primo Challenger in carriera a Drummondville battendo in finale Ruben Bemelmans per 6-3, 6-2 e la settimana dopo perde la finale del Challenger di Guadalajara contro Mirza Bašić. Torna a mettersi in luce a giugno all'ATP 500 del Queen's, dove supera le qualificazioni e al primo turno batte Edmund, prima di essere eliminato in tre set dal nº 14 ATP Tomáš Berdych. Fa quindi il suo esordio in un torneo dello Slam perdendo al primo turno a Wimbledon da Jerzy Janowicz. Subito dopo vince il Challenger de Gatineau battendo in finale Peter Polansky in tre set.
In agosto, con una nuova wild card, è protagonista al Masters 1000 di casa a Montréal, dopo il successo su Rogério Dutra da Silva, al secondo turno elimina in due set il nº 31 ATP Juan Martín del Potro e al terzo turno batte clamorosamente il nº 2 del mondo Rafael Nadal per 3-6, 6-4, 7-6. Nei quarti di finale supera Adrian Mannarino e perde in semifinale contro il nº 8 ATP Alexander Zverev, che vincerà il torneo. Grazie a questo risultato, Shapovalov compie un balzo di 76 posizioni nel ranking ATP e si piazza alla 67ª. Il buon momento di forma prosegue agli US Open, dove supera i tre turni di qualificazione e sconfigge in tre set il nº 54 ATP Daniil Medvedev al primo turno e il nº 12 Jo-Wilfried Tsonga al secondo. Accede al quarto turno per il ritiro di Edmund e viene eliminato dal nº 19 del mondo Pablo Carreño Busta. Grazie a questi risultati, a ottobre porta il best ranking al 49º posto e diventa, a 17 anni e 7 mesi, il più giovane a entrare tra i top 50 dal 2004, quando Nadal vi entrò a 17 anni e 2 mesi. Si qualifica per le Next Generation ATP Finals e viene eliminato nel round robin perdendo contro Andrej Rublëv e Chung Hyeon e vincendo contro Gianluigi Quinzi. Chiude l'anno 51º del ranking e riceve i premi ATP per il giocatore che è migliorato di più nel 2017 e per l'esordiente dell'anno.

### 2018: semifinale al Masters di Madrid e 23º nel ranking

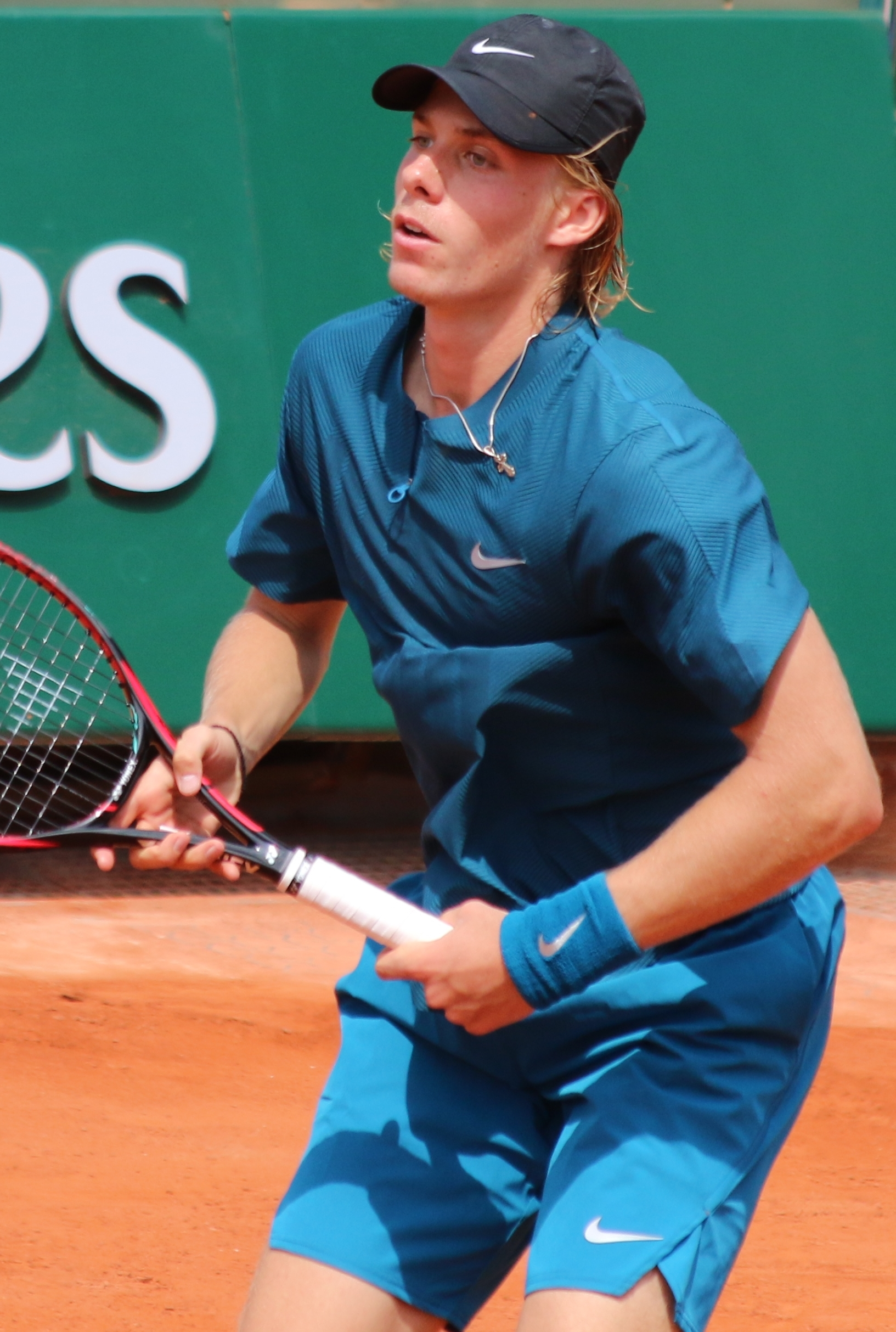
Shapovalov al Roland Garros 2018

Inizia la stagione con l'eliminazione al primo turno in singolare e in doppio al Brisbane International. All'Auckland Open supera Rogério Dutra da Silva e viene estromesso al secondo turno da Juan Martín del Potro. Al suo debutto all'Australian Open supera in tre set Stefanos Tsitsipas e al secondo turno cede in cinque set a Jo-Wilfried Tsonga, nonostante un vantaggio di 5-2 nel set decisivo. Al Delray Beach Open raggiunge le semifinali sconfiggendo nell'ordine Ivo Karlović, Jared Donaldson e Taylor Fritz, prima di arrendersi al futuro vincitore del torneo Frances Tiafoe. Al primo turno ad Acapulco supera Kei Nishikori e nel secondo cede al n° 6 del ranking Dominic Thiem. In marzo partecipa per la prima volta al Masters 1000 di Indian Wells e dopo il successo su Ričardas Berankis esce al secondo turno per mano di Pablo Cuevas. Debutta anche al Miami Open e sconfigge nell'ordine Viktor Troicki, il nº 30 ATP Damir Džumhur e il 14 Sam Querrey, e viene eliminato negli ottavi da Borna Ćorić.
È la stagione del suo esordio anche ai Masters 1000 su terra battuta, e al torneo di Monte Carlo perde al primo turno contro Stefanos Tsitsipas. Eliminato al primo turno anche a Budapest, all'Open di Madrid supera nell'ordine Tennys Sandgren, Benoît Paire il nº 24 ATP Milos Raonic e nei quarti di finale nuovamente Edmund. In semifinale viene sconfitto in tre set da Alexander Zverev, nº 3 del ranking e futuro vincitore del torneo. Con le sue prime vittorie sulla terra rossa diventa il più giovane a entrare nei top 30 dopo Richard Gasquet nel 2005. Agli Internazionali d'Italia batte Tomáš Berdych e Robin Haase e viene eliminato al terzo turno da Rafael Nadal. A fine torneo diventa il nuovo nº 1 canadese in singolare. Al suo primo Roland Garros supera al primo turno John Millman e al secondo si arrende a Maximilian Marterer, risultati con cui sale al 23º posto mondiale. Esce al primo turno sull'erba di Stoccarda e del Queen's, mentre raggiunge i quarti di finale a Eastbourne. Ottiene quindi la sua prima vittoria a Wimbledon superando Jérémy Chardy e viene eliminato al secondo turno da Benoît Paire.
Comincia la stagione estiva sul cemento americano all'ATP 500 di Washington superando Daniil Medvedev e viene eliminato al secondo turno da Kei Nishikori. Al Masters 1000 di Toronto batte di nuovo Chardy, al secondo turno elimina il nº 14 ATP Fabio Fognini e viene quindi sconfitto da Robin Haase. A Cincinnati viene eliminato al terzo turno da Raonic dopo le vittorie su Frances Tiafoe e Kyle Edmund. Agli US Open approfitta del ritiro di Auger-Aliassime e al secondo turno ha la meglio su Andreas Seppi in 5 set. Viene quindi eliminato in 5 partite da Kevin Anderson, finalista dell'edizione precedente. Dopo i quarti di finale raggiunti a San Pietroburgo e il secondo turno a Shenzen, perde contro Medvedev la semifinale al 500 di Tokyo. Vince un solo incontro negli ultimi 4 tornei stagionali e termina il 2018 alla 27ª posizione mondiale.

### 2019: primo titolo ATP, finale al Paris Masters e in Coppa Davis e top 20

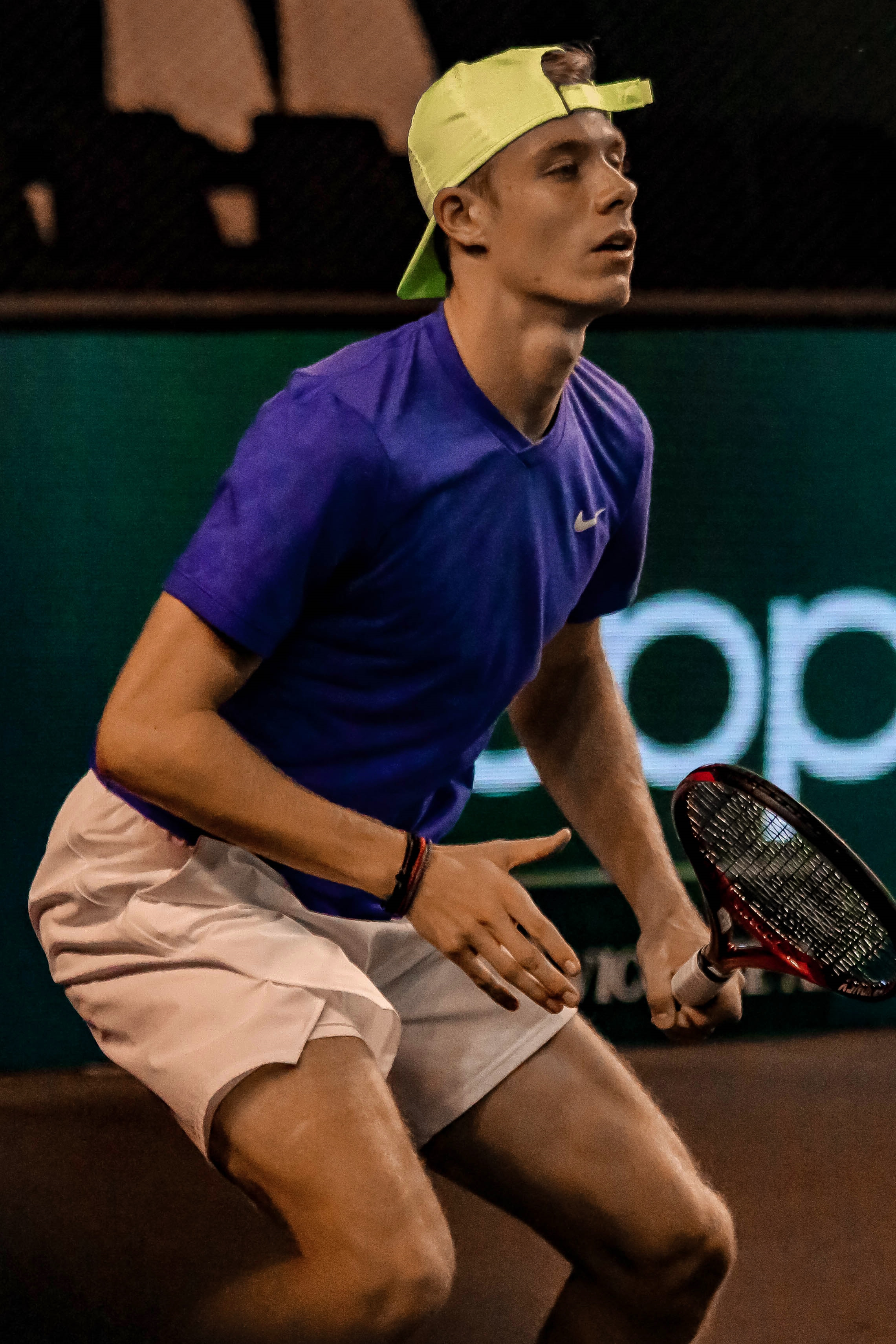
Shapovalov nel 2019

Eliminato al primo turno all'esordio stagionale a Auckland, raggiunge per la prima volta in carriera il terzo turno agli Australian Open superando Pablo Andújar e Tarō Daniel, prima della sconfitta in 4 set subita contro Novak Đoković. Dopo i due successi in singolare contro la Slovacchia in Coppa Davis, raggiunge i quarti di finale a Montpellier e Rotterdam e viene sconfitto rispettivamente da Pierre-Hugues Herbert e Stan Wawrinka. A Indian Wells batte Steve Johnson e il nº 11 del mondo Marin Čilić e viene eliminato da Hubert Hurkacz. A Miami sconfigge in sequenza Daniel Evans, Andrey Rublev, il nº 10 del mondo Stefanos Tsitsipas e nei quarti ha la meglio su Frances Tiafoe; in semifinale cede a Roger Federer con il punteggio di 6-2, 6-4 e a fine torneo entra per la prima volta nella top 20. La stagione su terra battuta inizia con tre sconfitte consecutive a Monte Carlo, Barcellona e Madrid. Torna al successo a Roma battendo Pablo Carreño Busta ed esce di scena al secondo turno per mano di Djokovic. Sconfitto nei quarti di finale a Lione da Benoît Paire, subisce altre 4 sconfitte al primo turno nei tornei successivi, tra cui il Roland Garros e Wimbledon. In questo periodo raggiunge assieme a Rohan Bopanna a Stoccarda la sua prima finale ATP di doppio in carriera e vengono sconfitti da John Peers e Bruno Soares.
Eliminato al secondo turno nei Masters di Montréal e Cincinnati, si presenta a Winston-Salem con il nuovo coach Michail Južnyj, alla sua prima esperienza da allenatore, raggiunge la semifinale e viene sconfitto da Hubert Hurkacz che vincerà il titolo. Agli US Open, supera Félix Auger-Aliassime, al secondo turno ha la meglio su Henri Laaksonen e viene poi eliminato da Gaël Monfils al quinto set. Fa il suo esordio in doppio in uno Slam in coppia con Bopanna e raggiungono il terzo turno. Prende poi parte alla prestigiosa Laver Cup e nell'unico incontro disputato perde in rimonta contro Dominic Thiem. A Chengdu supera Ričardas Berankis, Bradley Klahn e Egor Gerasimov, per poi cedere in semifinale a Pablo Carreño Busta. Non va oltre il secondo turno a Tokyo e a Shanghai, eliminato rispettivamente da David Goffin e da Đoković.
A Stoccolma non perde alcun set in tutto il torneo, elimina nell'ordine Alexei Popyrin, Cedrik-Marcel Stebe e accede alla sua prima finale ATP con il successo in semifinale su Yūichi Sugita. Il 20 ottobre si impone su Filip Krajinović con un doppio 6-4 e si aggiudica il primo titolo ATP in carriera. Eliminato al primo turno a Vienna, al Paris Masters approfitta del ritiro di Gilles Simon, al secondo turno batte Fabio Fognini, al terzo ha la meglio sul nº 6 del mondo Alexander Zverev e nei quarti su Gaël Monfils, che vede così sfumare la qualificazione alle ATP Finals. Grazie al forfait in semifinale di Rafael Nadal, accede alla sua prima finale in un Master 1000 e viene sconfitto da Novak Đoković con il punteggio di 6-3, 6-4; a fine torneo porta il best ranking alla 15ª posizione. A Parigi viene eliminato nei quarti di finale in doppio ed entra per la prima volta nella top 50 di specialità, in 49ª posizione. Dopo essersi ritirato dalle Next Generation ATP Finals, partecipa alla Coppa Davis e trascina il Canada in finale. Nel Round Robin batte Taylor Fritz e Matteo Berrettini e la squadra chiude in testa al girone. Nei quarti di finale viene sconfitto in singolare da Alex de Minaur ma conquista il punto decisivo in doppio in coppia con Vasek Pospisil. In semifinale batte Karen Chačanov e vince con Pospisil il doppio decisivo. All'ultimo atto contro la Spagna viene sconfitto da Rafael Nadal, che conquista il punto decisivo per la conquista del trofeo.

### 2020: quarti agli US Open, semifinale a Roma e top 10
Inizia l'anno all'edizione inaugurale della ATP Cup, nella fase a gironi batte Stefanos Tsitsipas e Alexander Zverev e viene sconfitto da Alex de Minaur, e il Canada si qualifica per i quarti di finale, nei quali Shapovalov viene sconfitto da Novak Đoković ed è la Serbia che accede alla semifinale. A Auckland viene eliminato nei quarti di finale dal futuro campione Ugo Humbert. Agli Australian Open viene sconfitto a sorpresa al primo turno da Márton Fucsovics in quattro set. Subisce poi due sconfitte all'esordio anche a Montpellier da Vasek Pospisil e a Rotterdam da Grigor Dimitrov. A Marsiglia e supera in tre set all'esordio Marin Čilić, per poi cedere al terzo set a Aleksandr Bublik.
Dopo la lunga pausa dovuta alla pandemia di COVID-19 scende in campo al Cincinnati Masters, al primo turno supera nuovamente Čilić ed esce di scena al secondo per mano di Jan-Lennard Struff. Agli US Open elimina Sebastian Korda, Kwon Soon-woo e al terzo turno ha la meglio su Taylor Fritz al quinto set. Con la vittoria su David Goffin accede per la prima volta ai quarti di finale in una prova dello Slam e viene eliminato al quinto set da Pablo Carreño Busta. L'ottimo stato di forma continua a Roma, dove raggiunge la semifinale eliminando nell'ordine Guido Pella, Pedro Martinez Portero, Ugo Humbert e Grigor Dimitrov; viene sconfitto al tiebreak decisivo da Diego Schwartzman, dopo che nel terzo set era in vantaggio per 6-5 con il servizio a disposizione. A fine torneo entra per la prima volta nella top 10, al 10º posto. All'Open di Francia viene sconfitto in cinque set da Roberto Carballés Baena al secondo turno. A San Pietroburgo elimina Viktor Troicki, Il'ja Ivaška e Stan Wawrinka e perde in semifinale contro il futuro campione Andrej Rublëv. Eliminato al primo turno negli ultimi tre tornei stagionali, chiude il 2020 al 12º posto del ranking.

### 2021: semifinale a Wimbledon, due finali ATP e ritorno in top 10
Prende parte all'ATP Cup e perde entrambi gli incontri del round-robin contro Novak Đoković e Alexander Zverev, ed è la Germania che accede alla semifinale. Al primo turno degli Australian Open elimina al quinto set Jannik Sinner, sconfigge poi Bernard Tomić e viene eliminato al terzo turno da Félix Auger-Aliassime. A Doha perde nei quarti contro Taylor Fritz mentre all'ATP 500 di Dubai sconfigge nell'ordine Jan-Lennard Struff, Hubert Hurkacz e Jérémy Chardy e in semifinale cede al tiebreak del terzo set a Lloyd Harris. Non va oltre il terzo turno al Miami Masters, sconfitto in due set da Hurkacz che si aggiudicherà il titolo. Anche all'esordio nella stagione su terra a Barcellona esce al terzo turno, sconfitto nuovamente da Auger-Aliassime. Sconfitto prematuramente all'Estoril e a Madrid, si riscatta a Roma, dove al terzo turno dà vita a un match equilibrato contro Rafael Nadal, nel quale vince il primo set a perde al tie-break del terzo dopo aver sprecato due match-point. Al Ginevra Open supera gli specialisti della terra battuta Marco Cecchinato, Laslo Đere e Pablo Cuevas e viene battuto in finale da Casper Ruud con il punteggio di 7-6, 6-4. Un infortunio alla spalla gli impedisce di giocare al Roland Garros e torna in campo nei tornei sull'erba.

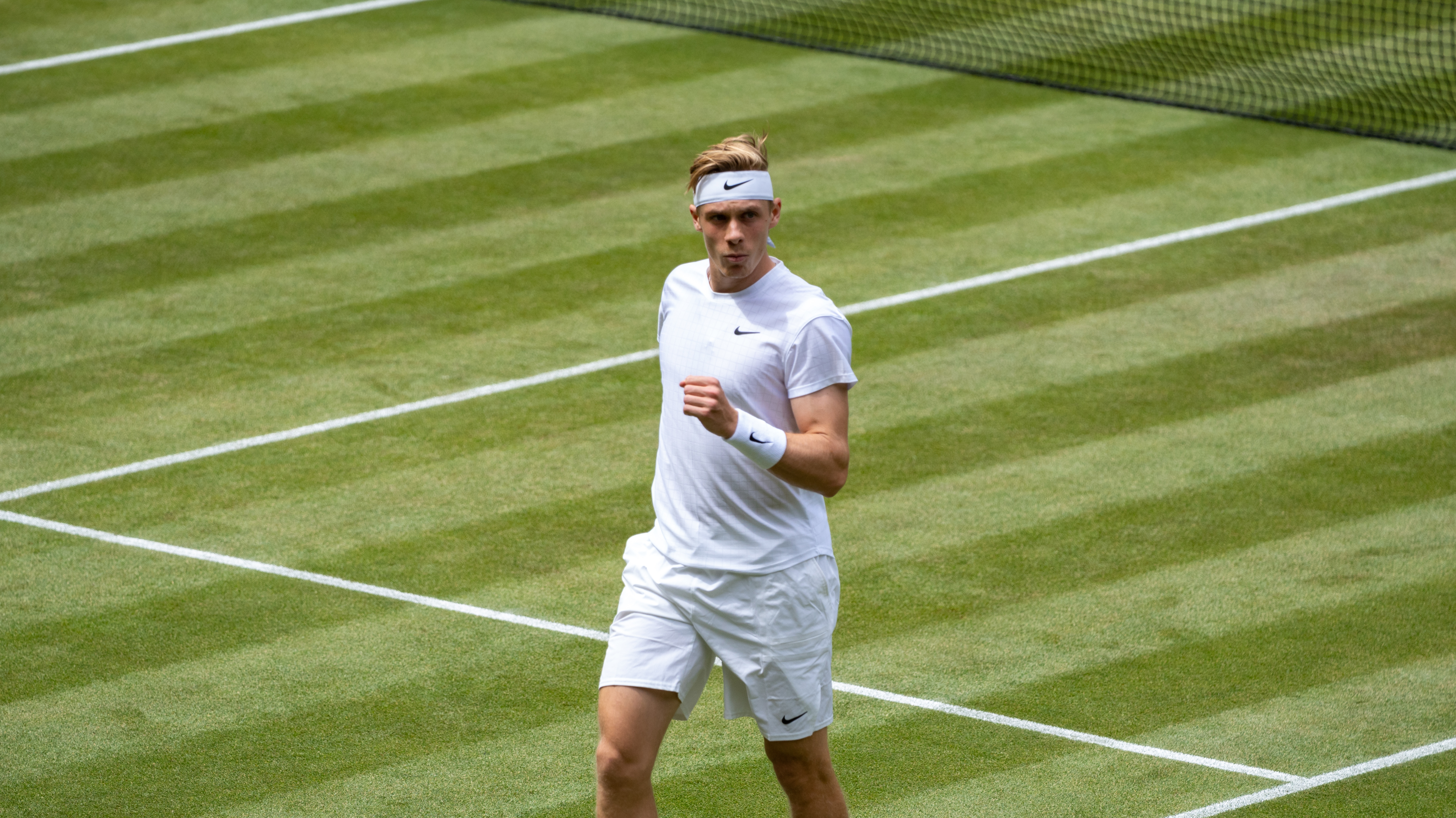
Shapovalov a Wimbledon 2021

A Stoccarda viene eliminato al secondo turno da Marin Čilić, futuro vincitore del torneo. Raggiunge la semifinale all'ATP 500 del Queen's superando nei quarti di finale Frances Tiafoe, e viene eliminato da Cameron Norrie con il punteggio di 7-5, 6-3. A Wimbledon sconfigge Philipp Kohlschreiber e concede solo 8 giochi all'ex nº 1 del mondo Andy Murray, al quarto turno supera la testa di serie nº 8 Roberto Bautista Agut, semifinalista nell'edizione precedente. Nei quarti di finale supera in 5 partite Karen Chačanov e raggiunge la sua prima semifinale Slam in carriera, nella quale viene sconfitto in tre set da Novak Đoković e torna a occupare la 10ª posizione del ranking mondiale.
Esce al turno di esordio nei tre tornei successivi, mentre raggiunge il terzo turno agli US Open e viene eliminato da Lloyd Harris. A San Diego raggiunge i quarti con il successo su Taylor Fritz e raccoglie solo 4 giochi contro Cameron Norrie. Eliminato al terzo turno a Indian Wells da Aslan Karacev, esce nei quarti a San Pietroburgo per mano di Struff. L'ultimo impegno stagionale è a Stoccolma, dove è campione uscente; raggiunge nuovamente la finale eliminando il nº 11 del mondo Auger-Aliassime, e viene sconfitto per 4-6, 6-2, 4-6 da Tommy Paul, che si aggiudica il primo titolo ATP in carriera. Chiude la stagione al 14º posto mondiale e annuncia la fine della collaborazione con il coach Michail Južnyj, sostituito con Jamie Delgado.

### 2022: trionfi in ATP Cup e Coppa Davis, quarti agli Australian Open e due finali ATP
A gennaio 2022 conquista l'ATP Cup a Sydney con il Canada, vince 5 dei 7 incontri disputati tra singolare e doppio e nella finale vinta 2-0 contro la Spagna si impone su Pablo Carreño Busta. Agli Australian Open elimina al primo turno Laslo Đere e si impone poi in rimonta al quinto set contro Kwon Soon-woo, ha la meglio al terzo turno su Reilly Opelka e al quarto sul n. 3 del mondo Alexander Zverev in tre set. Ai suoi primi quarti di finale dello Slam australiano, rimonta uno svantaggio die due set contro Rafael Nadal, che si impone nel quinto parziale e vincerà il titolo. A febbraio raggiunge la finale di doppio al Qatar Open insieme a Rohan Bopanna e vengono sconfitti da Wesley Koolhof / Neal Skupski, mentre in singolare esce nei quarti per mano di Rinderknech. Si spinge fino alla semifinale a Dubai e viene sconfitto dopo tre tie-break da Jiri Vesely.
Nei primi Masters stagionali di Indian Wells e Miami vince in totale un solo incontro in singolare, mentre in doppio raggiunge i quarti con Bopanna a Miami. Dopo oltre un mese lontano dalle competizioni, viene eliminato da Murray all'esordio stagionale su terra battuta al secondo turno del Madrid Open. Agli Internazionali d'Italia sconfigge Lorenzo Sonego e Nikoloz Basilašvili e al terzo turno riesce nell'impresa di eliminare Nadal, 10 volte campione al Foro Italico, vincendo 6-2 il set decisivo; nei quarti di finale cede dopo due tie-break a Casper Ruud. Esce al turno di esordio nei cinque tornei che seguono, tra i quali il Roland Garros, mentre a Wimbledon non va oltre il secondo turno. Nello stesso periodo arriva in semifinale in doppio con Bopanna a Stoccarda e al Queen's. Dopo altre due sconfitte all'esordio a Washington e a Montréal e l'eliminazione al terzo turno a Cincinnati, richiama nel suo staff tecnico Youzhny al posto di Delgado.
Esce al terzo turno agli US Open per mano del nº 11 ATP Andrej Rublëv, che si impone al tie-break del quinto set. Torna in campo al Korea Open e perde la finale in tre set da Yoshihito Nishioka. Con il successo su Borna Ćorić accede alla semifinale dell'ATP 500 di Tokyo e cede al terzo set a Taylor Fritz; a fine torneo rientra nella top 20. Eliminato nei quarti di finale a Stoccolma da Alex de Minaur, si prende la rivincita sul nº 10 ATP Fritz a Vienna e accede alla finale sconfiggendo i top 30 Daniel Evans e Ćorić; nell'atto conclusivo cede in tre set al nº 4 del mondo Daniil Medvedev e risale alla 16ª posizione ATP. Nel corso del torneo avverte per la prima volta un fastidio al ginocchio che lo condizionerà nella stagione successiva. Chiude la stagione alla fase finale di Coppa Davis e contribuisce al primo storico trionfo del Canada nel prestigioso torneo con il successo in doppio assieme a Vasek Pospisil nei quarti contro la Germania e sconfiggendo Thanasi Kokkinakis nella finale vinta 2-0 contro l'Australia.

### 2023: problemi al ginocchio e uscita dalla top 100
Inizia la stagione raggiungendo i quarti di finale all'Adelaide 1 e il terzo turno all'Australian Open, dove perde al quinto set contro il nº 11 ATP Hubert Hurkacz. Ha quindi inizio un lungo periodo in cui non vince più di un incontro a torneo e si ripresenta il problema al ginocchio, ma non si opera e si prende alcune pause durante la stagione su terra battuta. A maggio scende alla 32ª posizione. Torna a vincere due incontri di fila al Roland Garros, spingendosi per la prima volta al terzo turno nello Slam parigino, e raccoglie solo 7 giochi contro Carlos Alcaraz. A Wimbledon raggiunge il quarto turno e perde in quattro set contro Roman Safiullin, conclude il match nonostante il dolore al ginocchio che lo induce a rinunciare ai restanti tornei della stagione. A novembre esce dalla top 100 e in questo periodo chiude il rapporto di collaborazione con Južnyj. Continua ad allenarsi con Matt Daly, che era entrato nel suo staff a maggio, al quale in dicembre si aggiunge Javier Piles, lo storico allenatore di David Ferrer.

### 2024: secondo titolo ATP e rientro in top 60
Torna alle competizioni nel gennaio 2024 e nei tabelloni principali dei primi sette tornei disputati vince in totale solo due incontri. Si mette in luce a marzo al secondo turno del Miami Open superando in due set il nº 11 del mondo Stefanos Tsitsipas ed esce di scena al turno successivo. Al Madrid Open sconfigge il nº 27 ATP Tomas Martin Etcheverry e viene eliminato al terzo turno. Si mette in luce al Roland Garros con la vittoria su Frances Tiafoe e al terzo turno cede in quattro set a Hubert Hurkacz. Anche a Wimbledon raggiunge il terzo turno e viene sconfitto al quinto set da Ben Shelton dopo aver eliminato il top 20 Nicolas Jarry. A luglio scende al 140º posto mondiale, il peggiore dall'agosto 2017. Ritrova Shelton nei quarti di finale al Washington Open e viene squalificato per aver usato un linguaggio volgare durante l'incontro, gli viene comminata una multa e viene privato del premio in denaro e dei punti guadagnati nel torneo. Viene parzialmente accolto il suo ricorso e gli vengono restituiti il premio e i punti.
Esce al turno di esordio al Canadian Open e agli US Open. Ritrova condizione in Coppa Davis vincendo tutti e tre i suoi incontri e permette al Canada di chiudere al primo posto il girone e qualificarsi per i quarti di finale. Eliminato al secondo turno al Masters 1000 di Shanghai, rientra nella top 100. Al 500 indoor di Basilea viene sconfitto in tre set nei quarti dal futuro vincitore Mpetshi Perricard, a fine torneo rientra in top 80.
Nel successivo torneo di Belgrado torna a disputare una finale del circuito maggiore dopo oltre due anni, partendo dalle qualificazioni conquista il suo secondo titolo ATP in carriera avendo la meglio nei primi turni su Fucsovic e Borges, nei quarti di finale su O'Connel e in semifinale su Lehečka per 6-2, 6-1. In finale sconfigge il padrone di casa Hamad Međedović con il punteggio di 6-4, 6-4 e rientra in top 60. La sconfitta subita nel tie-break decisivo contro Struff nei quarti di Coppa Davis sancisce l'accesso in semifinale dei tedeschi.

### 2025: due titoli ATP e rientro in top 30
Sconfitto nelle fasi iniziali dei primi tornei stagionali, a febbraio vince al Dallas Open il suo terzo titolo ATP, elimina il nº 4 del mondo Taylor Fritz e il top 30 Tomáš Macháč, in semifinale ha la meglio sul nº 9 ATP Tommy Paul e in finale sconfigge il nº 5 Casper Ruud con il punteggio di 7-6, 6-3. Risale nella top 30 con la semifinale raggiunta all'ATP 500 di Acapulco, persa contro Alejandro Davidovich Fokina. Esce al terzo  turno a Indian Wells e Miami, sconfitto rispettivamente da Alcaraz e Fritz.
Il 20 Luglio Batte il n° 76 ATP Aleksandar Kovacevic per 2-0, aggiudicandosi il torneo ATP 250 di Los Cabos

## Caratteristiche tecniche
Predilige giocare sulle superfici veloci, è mancino e particolarmente potente, i suoi colpi migliori sono lo smash, il servizio, che già superava i 200 km/h quando aveva 17 anni, e soprattutto il rovescio, eseguito con una impugnatura a una mano, e una posizione dei piedi che imprimono particolare potenza alla palla. Grazie alla sua reattività, è spesso in grado di sorprendere l'avversario con rovesci potenti in risposta al servizio. Sotto la guida di Michail Južnyj ha inoltre affinato lo slice di rovescio.
Fin da giovanissimo ha dimostrato grande equilibrio negli spostamenti e buona elasticità delle articolazioni, che gli consentono eccezionali recuperi. Possiede un buon gioco di volo e un tocco molto delicato. Ha un fisico esplosivo ed elastico e "non sembra soffrire un'inclinazione particolare agli infortuni - come sottolineava nel 2019 il suo fisioterapista Stefano De Pirro - e questo ci permette di lavorare con intensità; tuttavia ci sono ancora molti dettagli su cui è necessario spingere per portarlo alla forma massima". Già in giovane età e a dispetto delle apparenze, il tennista canadese era particolarmente attento alla preparazione fisica.

## Vita privata
Nel 2019 si è fidanzato con la tennista svedese Mirjam Björklund.

## Statistiche

### Singolare

#### Vittorie (4)
| Legenda singolare    |
| Grande Slam (0)      |
| ATP Finals (0)       |
| ATP Masters 1000 (0) |
| ATP Tour 500 (1)     |
| ATP Tour 250 (3)     |

| N. | Data            | Torneo                    | Superficie  | Avversari in finale  | Punteggio   |
| 1. | 20 ottobre 2019 | Stockholm Open, Stoccolma | Cemento (i) | Filip Krajinović     | 6–4, 6–4    |
| 2. | 9 novembre 2024 | Belgrade Open, Belgrado   | Cemento (i) | Hamad Međedović      | 6–4, 6–4    |
| 3. | 9 febbraio 2025 | Dallas Open, Dallas       | Cemento (i) | Casper Ruud          | 7–6(5), 6–3 |
| 4. | 20 luglio 2025  | Los Cabos Open, Los Cabos | Cemento     | Aleksandar Kovacevic | 6–4, 6–2    |

#### Finali perse (5)
| Legenda singolare    |
| Grande Slam (0)      |
| ATP Finals (0)       |
| ATP Masters 1000 (1) |
| ATP Tour 500 (1)     |
| ATP Tour 250 (3)     |

| N. | Data             | Torneo                                | Superficie  | Avversario in finale | Punteggio     |
| 1. | 3 novembre 2019  | Paris Masters, Parigi                 | Cemento (i) | Novak Đoković        | 3–6, 4–6      |
| 2. | 22 maggio 2021   | Geneva Open, Ginevra                  | Terra rossa | Casper Ruud          | 6(6)–7, 4–6   |
| 3. | 13 novembre 2021 | Stockholm Open, Stoccolma             | Cemento (i) | Tommy Paul           | 4–6, 6–2, 4–6 |
| 4. | 2 ottobre 2022   | Korea Open Tennis Championships, Seul | Cemento     | Yoshihito Nishioka   | 4–6, 6(5)–7   |
| 5. | 30 ottobre 2022  | Vienna Open, Vienna                   | Cemento (i) | Daniil Medvedev      | 6–4, 3–6, 2–6 |

### Doppio

#### Finali perse (2)
| Legenda doppio       |
| Grande Slam (0)      |
| ATP Finals (0)       |
| ATP Masters 1000 (0) |
| ATP Tour 500 (0)     |
| ATP Tour 250 (2)     |

| N. | Data             | Torneo                    | Superficie | Compagno      | Avversari in finale         | Punteggio   |
| 1. | 16 giugno 2019   | Stuttgart Open, Stoccarda | Erba       | Rohan Bopanna | John Peers Bruno Soares     | 5–7, 3–6    |
| 2. | 18 febbraio 2022 | Qatar Open ATP, Doha      | Cemento    | Rohan Bopanna | Wesley Koolhof Neal Skupski | 6(4)–7, 1–6 |

### Tornei minori

#### Singolare

##### Vittorie (6)
| Legenda tornei minori |
| ATP Challenger (2)    |
| ITF Futures (4)       |

| N. | Data            | Torneo                                   | Superficie  | Avversari in finale | Punteggio        |
| 1. | 31 gennaio 2016 | USA F5 Futures, Weston                   | Terra rossa | Pedro Sakamoto      | 7–6(2), 6–3      |
| 2. | 10 aprile 2016  | USA F12 Futures, Memphis                 | Cemento     | Tennys Sandgren     | 7–6(4), 7–6(4)   |
| 3. | 24 aprile 2016  | USA F14 Futures, Orange Park             | Terra rossa | Miomir Kecmanović   | 7–5, 2–6, 7–6(6) |
| 4. | 5 marzo 2017    | Canada F1 Futures, Gatineau              | Cemento (i) | Gleb Sakharov       | 6–2, 6–4         |
| 5. | 19 marzo 2017   | Men's Rimouski Challenger, Drummondville | Cemento (i) | Ruben Bemelmans     | 6–3, 6–2         |
| 6. | 23 luglio 2017  | Challenger de Gatineau, Gatineau         | Cemento     | Peter Polansky      | 6–1, 3–6, 6–3    |

##### Finali perse (1)
| Legenda tornei minori |
| ATP Challenger (1)    |
| ITF Futures (0)       |

| N. | Data          | Torneo                    | Superficie | Avversari in finale | Punteggio |
| 1. | 26 marzo 2017 | Jalisco Open, Guadalajara | Cemento    | Mirza Bašić         | 4–6, 4–6  |

#### Doppio

##### Vittorie (2)
| Legenda tornei minori |
| ATP Challenger (0)    |
| ITF Futures (2)       |

| N. | Data             | Torneo                       | Superficie  | Compagno   | Avversari in finale           | Punteggio |
| 1. | 21 novembre 2015 | USA F33 Futures, Pensacola   | Terra rossa | Péter Nagy | Christopher Ephron Bruno Savi | 6–3, 6–2  |
| 2. | 23 aprile 2016   | USA F14 Futures, Orange Park | Terra rossa | Péter Nagy | Ruben Gonzales Dennis Nevolo  | 6–2, 6–3  |

##### Finali perse (1)
| Legenda tornei minori |
| ATP Challenger (0)    |
| ITF Futures (2)       |

| N. | Data            | Torneo                  | Superficie  | Compagno   | Avversari in finale          | Punteggio |
| 1. | 25 gennaio 2016 | USA F4 Futures, Sunrise | Terra rossa | Péter Nagy | Isak Arvidsson Kaichi Uchida | 4–6, 4–6  |

### Tornei Grande Slam juniores

#### Singolare

##### Finali: 1 (1 titolo)
| Risultato | Anno | Torneo    | Superficie | Avversario     | Punteggio     |
| --------- | ---- | --------- | ---------- | -------------- | ------------- |
| Vincitore | 2016 | Wimbledon | Erba       | Alex de Minaur | 4–6, 6–1, 6–3 |

#### Doppio

##### Finali: 2 (1 titolo, 1 finalista)
| Risultato | Anno | Torneo    | Superficie | Partner               | Avversario                        | Punteggio     |
| --------- | ---- | --------- | ---------- | --------------------- | --------------------------------- | ------------- |
| Vincitore | 2015 | US Open   | Cemento    | Félix Auger-Aliassime | Brandon Holt Riley Smith          | 7–5, 7–6(3)   |
| Finalista | 2016 | Wimbledon | Erba       | Félix Auger-Aliassime | Kenneth Raisma Stefanos Tsitsipas | 6–4, 4–6, 2–6 |

## Risultati in progressione
| V | F | SF | QF | #T | RR | Q# | A | ND |

(V) Torneo vinto; raggiunto (F) finale, (SF) semifinale, (QF) quarti di finale, (#T) turni 4, 3, 2, 1; (RR) round - robin; (Q#) Turno di qualificazione; (A) assente dal torneo; (ND) torneo non disputato.

### Singolare
Aggiornato al 3 giugno 2024.
| Tornei Grande Slam    |               |               |               |               |               |               |               |               |               |       |      |            |            |            |
| Australian Open       | A             | A             | A             | 2T            | 3T            | 1T            | 3T            | QF            | 3T            | 1T    | 2T   | 0 / 8      | 12-8       | 60%        |
| Roland Garros         | A             | A             | Q1            | 2T            | 1T            | 2T            | A             | 1T            | 3T            | 3T    |      | 0 / 6      | 6-6        | 50%        |
| Wimbledon             | A             | A             | 1T            | 2T            | 1T            | ND            | SF            | 2T            | 4T            | 3T    |      | 0 / 7      | 11 / 7     | 60%        |
| US Open               | A             | A             | 4T            | 3T            | 3T            | QF            | 3T            | 3T            | A             | 1T    |      | 0 / 7      | 15-7       | 68%        |
| Vittorie–Sconfitte    | 0–0           | 0–0           | 3–2           | 5–4           | 4–4           | 5–3           | 8-3           | 7-4           | 7-3           | 4–4   | 1–1  | 0 / 28     | 44–28      | 61%        |
| Nazionale             |               |               |               |               |               |               |               |               |               |       |      |            |            |            |
| Giochi Olimpici       | ND            | A             | Non disputati | Non disputati | Non disputati | Non disputati | A             | Non disputati | Non disputati | A     | ND   | 0 / 0      | 0-0        | 0%         |
| Coppa Davis           | A             | PO            | 1T            | 1T            | F             | ND            | A             | V             | A             | QF    |      | 1 / 5      | 14-8       | 64%        |
| ATP Cup               | Non disputata | Non disputata | Non disputata | Non disputata | Non disputata | QF            | RR            | V             | ND            | ND    | ND   | 1 / 3      | 5-5        | 50%        |
| United Cup            | Non disputata | Non disputata | Non disputata | Non disputata | Non disputata | Non disputata | Non disputata | Non disputata | A             | A     | A    | 0 / 0      | 0-0        | –          |
| Vittorie-Sconfitte    | 0–0           | 1–0           | 2–2           | 1–1           | 6–2           | 2–2           | 0-2           | 4-3           | 0–0           | 3–1   | 0–0  | 2 / 8      | 19-13      | 59%        |
| ATP Tour Masters 1000 |               |               |               |               |               |               |               |               |               |       |      |            |            |            |
| Indian Wells          | A             | A             | A             | 2T            | 4T            | ND            | 3T            | 3T            | 2T            | 2T    | 3T   | 0 / 7      | 7-7        | 50%        |
| Miami                 | A             | A             | A             | 4T            | SF            | ND            | 3T            | 2T            | 3T            | 3T    | 3T   | 0 / 7      | 12-7       | 65%        |
| Monte Carlo           | A             | A             | A             | 1T            | 1T            | ND            | A             | A             | A             | A     | 1T   | 0 / 3      | 0-3        | 0%         |
| Madrid                | A             | A             | A             | SF            | 1T            | ND            | 2T            | 2T            | 2T            | 3T    |      | 0 / 6      | 8-6        | 57%        |
| Roma                  | A             | A             | A             | 3T            | 2T            | SF            | 3T            | QF            | A             | 1T    |      | 0 / 6      | 12-6       | 67%        |
| Montréal / Toronto    | A             | 2T            | SF            | 3T            | 2T            | ND            | 2T            | 1T            | A             | 1T    |      | 0 / 7      | 9-7        | 56%        |
| Cincinnati            | A             | A             | A             | 3T            | 2T            | 2T            | 2T            | 3T            | A             | A     |      | 0 / 5      | 6-5        | 55%        |
| Shanghai              | A             | A             | 1T            | 1T            | 2T            | ND            | ND            | ND            | A             | 4T    |      | 0 / 4      | 3-4        | 25%        |
| Parigi                | A             | A             | 1T            | 1T            | F             | A             | A             | 2T            | A             | A     |      | 0 / 4      | 8-5        | 57%        |
| Vittorie-Sconfitte    | 0–0           | 1–1           | 4–3           | 14–9          | 14–9          | 5–2           | 5-6           | 8–7           | 1–3           | 6–6   | 2–3  | 0 / 49     | 60–49      | 55%        |
| Statistiche carriera  |               |               |               |               |               |               |               |               |               |       |      |            |            |            |
| Tornei                | 0             | 2             | 10            | 27            | 26            | 13            | 20            | 22            | 13            | 23    | 9    | 165        | 165        | 165        |
| Finali                | 0             | 0             | 0             | 0             | 2             | 0             | 2             | 2             | 0             | 1     | 1    | 8          | 8          | 8          |
| Titoli                | 0             | 0             | 0             | 0             | 1             | 0             | 0             | 0             | 0             | 1     | 1    | 3          | 3          | 3          |
| Totale V-S            | 0–0           | 2–2           | 12–14         | 35–28         | 38–28         | 17–15         | 30-23         | 34-26         | 13–13         | 26–23 | 12–8 | 219–180    | 219–180    | 219–180    |
| Vittorie %            | 0%            | 50%           | 46%           | 56%           | 57%           | 53%           | 57%           | 57%           | 50%           | 53%   | 60%  | 55%        | 55%        | 55%        |
| Ranking fine anno     | 1130          | 250           | 51            | 27            | 15            | 12            | 14            | 18            | 109           | 56    |      | 13199372 $ | 13199372 $ | 13199372 $ |

### Doppio
| Tornei Grande Slam         |               |               |     |     |     |     |
| Australian Open, Melbourne | A             | A             | 2T  | A   | A   | 1-1 |
| Roland Garros, Parigi      | A             | 1T            | A   | A   | A   | 0-1 |
| Wimbledon, Londra          | A             | ND            | A   | A   | A   | 0-0 |
| US Open, New York          | 3T            | QF            | A   | A   | A   | 3-2 |
| Vittorie-Sconfitte         | 1-1           | 2-2           | 3-3 | 1-1 | 0-0 | 0-0 |
| Giochi Olimpici            |               |               |     |     |     |     |
| Giochi Olimpici            | Non disputati | Non disputati | A   | ND  | ND  | 0-0 |
| Vittorie-Sconfitte         | Non disputati | Non disputati | 0-0 | ND  | ND  | 0-0 |

### Vittorie contro giocatori top-10
| Anno     | 2017 | 2018 | 2019 | 2020 | 2021 | 2022 | 2023 | 2024 | 2025 | Totale |
| -------- | ---- | ---- | ---- | ---- | ---- | ---- | ---- | ---- | ---- | ------ |
| Vittorie | 1    | 0    | 3    | 3    | 1    | 3    | 0    | 0    | 3    | 14     |

| #    | Giocatore              | Rank | Evento                        | Superficie  | Turno | Punteggio              |
| ---- | ---------------------- | ---- | ----------------------------- | ----------- | ----- | ---------------------- |
| 2017 |                        |      |                               |             |       |                        |
| 1.   | Rafael Nadal           | 2    | Canadian Open, Montréal       | Cemento     | 3T    | 3–6, 6–4, 7–6(4)       |
| 2019 |                        |      |                               |             |       |                        |
| 2.   | Stefanos Tsitsipas     | 10   | Miami Open, Miami             | Cemento     | 4T    | 4–6, 6–3, 7–6(3)       |
| 3.   | Alexander Zverev       | 6    | Paris Masters, Parigi         | Cemento (i) | 3T    | 6–2, 5–7, 6–2          |
| 4.   | Matteo Berrettini      | 8    | Coppa Davis, Madrid           | Cemento (i) | RR    | 7–6(5), 6(3)–7, 7–6(5) |
| 2020 |                        |      |                               |             |       |                        |
| 5.   | Stefanos Tsitsipas (2) | 6    | ATP Cup, Brisbane             | Cemento     | RR    | 7–6(6), 7–6(4)         |
| 6.   | Alexander Zverev (2)   | 7    | ATP Cup, Brisbane             | Cemento     | RR    | 6–2, 6–2               |
| 7.   | David Goffin           | 10   | US Open, New York             | Cemento     | 4T    | 6(0)–7, 6–3, 6–4, 6–3  |
| 2021 |                        |      |                               |             |       |                        |
| 8.   | Roberto Bautista Agut  | 10   | Wimbledon, Londra             | Erba        | 4T    | 6–1, 6–3, 7–5          |
| 2022 |                        |      |                               |             |       |                        |
| 9.   | Alexander Zverev (3)   | 3    | Australian Open, Melbourne    | Cemento     | 4T    | 6–3, 7–6(5), 6–3       |
| 10.  | Rafael Nadal (2)       | 4    | Internazionali d'Italia, Roma | Terra rossa | 3T    | 1–6, 7–5, 6–2          |
| 11.  | Taylor Fritz           | 10   | Vienna Open, Vienna           | Cemento (i) | 2T    | 6–1, 4–6, 6–3          |
| 2025 |                        |      |                               |             |       |                        |
| 12.  | Taylor Fritz (2)       | 4    | Dallas Open, Frisco           | Cemento (i) | 2T    | 2–6, 6–3, 7–6(2)       |
| 13.  | Tommy Paul             | 9    | Dallas Open, Frisco           | Cemento (i) | SF    | 7–5, 6–3               |
| 14.  | Casper Ruud            | 5    | Dallas Open, Frisco           | Cemento (i) | F     | 7–6(5), 6–3            |